# Rattanakosinské království
Rattanakosinské království (thajsky อาณาจักรรัตนโกสินทร์, přepis RTGS: Anachak Rattanakosin) bylo siamské, resp. thajské království existující v letech 1782–1932, které bylo předchůdcem moderního thajského státu. V diplomatických stycích a smlouvách bylo do roku 1939 známo jako Siam (thajsky สยาม) a Siamské království (thajsky ราชอาณาจักรสยาม, RTGS: Ratcha-anachak Sayam).

## Historie

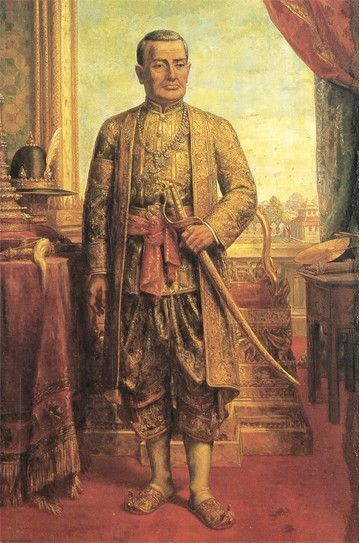
Ráma I.

V roce 1767 se generál Taksin nechal korunovat siamským králem. Po jeho úspěšné vzpouře proti Barmáncům však bylo hlavní město natolik zdevastované, že své sídlo přesunul do Thonburi (dnes součást Bangkoku). Taksin byl roku 1782 svými dvořany prohlášen za nepříčetného a zabit. Vlády se ujal vojenský velitel Phra Phutthayotfa Chulalok a nastoupil na trůn jakožto Ráma I. Nová dynastie Čakrí (jež sedí na thajském trůnu dodnes) přesunula hlavní město na opačný břeh řeky Čaophraja, do Bangkoku. Pokračovala v mocenské expanzi, zahájené už Taksinem, a vynutila si hegemonii na celém území mezi Barmou a Vietnamem. Koloniální pronikání Británie a Francie do regionu však představovalo vážnou hrozbu také pro Siam. Králové Mongkut (Ráma IV., 1851–1868) a Čulalongkorn (Ráma V., 1868–1910) reagovali vstřícnou diplomacií, územními ústupky a reformami, které měly jednak zvýšit prestiž Siamu v očích mocností, jednak upevnit centralizovanou státní moc na územích, která byla dosud vůči Bangkoku ve volném vazalském poměru. Tak vznikl moderní thajský stát v nynějších hranicích.

## Státní symbolika

znak:
1873–1910
1911–1932

vlajka:
1782–1817
1817–1832
1832–1916
1916–1917
1917
1917–1932